# Mirtovke
Mirtovke (lat. Myrtaceae), biljni rod iz reda mirtolike, kojem pripada 145 rodova s 5,970 vrsta. Ime dobiva po rodu mirta (Myrtus) sa svega 3 priznate vrste, to su Myrtus communis, M. nivelii i M. phyllireaefolia, ali je po vrstama najbroniji rod Eucalyptus koji raste po Australiji, Novoj Gvineji i susjednim otocima.
Mirtovke su pretežno tropsko i suptropsko drveće i grmlje. Odlikuju se jednostavnim listom baz palistića i zrakasto simetričnim dvospolnim cvjetovima.
Mirta je poznata po tome što se njezin list koji ima 0,3 do 0,5% eteričnoga ulja, upotrebljava u kozmetičkoj industriji, od eukaliptusa se u fitofarmaceutiki proizvodi tasmanijska plava smola koja ima antibakterijska i antiseptička svojstva, a otrovni list eukaliptusa gotovo je isključiva hrana koala. 

## Opis
Myrtaceae su porodica grmlja i drveća, u redu Myrtales, koja sadrži oko 150 rodova i 3300 vrsta koje su široko rasprostranjene u tropima. Imaju prilično kožasto zimzeleno lišće s uljnim žlijezdama. Neki članovi od gospodarske važnosti su eukaliptus, guava, “jabučna ruža”, surinamska trešnja i feijoa. Piment, klinčić i ulje lovorovog ruma začini su dobiveni iz biljaka ove porodice. Ostali članovi porodice uključuju “Brisbane box” (Tristania conferta), Callistemon, Eugenia, Leptospermum, mirtu i jaboticabu.

## Potporodice i rodovi
1. Familia Myrtaceae Juss. (6558 spp.)
  1. Subfamilia Psiloxyloideae (Croizat) Schmid
    1. Tribus Psiloxyleae (Croizat) A. J. Scott
      1. Psiloxylon Thouars ex Tul. (1 sp.)

    2. Tribus Heteropyxideae Harv.
      1. Heteropyxis Harv. (3 spp.)

  2. Subfamilia Myrtoideae Sweet
    1. Tribus Eucalypteae Peter G. Wilson
      1. Arillastrum Pancher ex Brongn. & Gris (1 sp.)
      2. Corymbia K.D.Hill & L.A.S.Johnson (91 spp.)
      3. Angophora Cav. (14 spp.)
      4. Allosyncarpia S.T.Blake (1 sp.)
      5. Eucalyptopsis C.T.White (2 spp.)
      6. Stockwellia D.J.Carr, S.G.M.Carr & B.Hyland (1 sp.)
      7. Eucalyptus L´Hér. (789 spp.)

    2. Tribus Leptospermeae DC.
      1. Homalospermum Schauer (1 sp.)
      2. Kunzea Rchb. (60 spp.)
      3. Asteromyrtus Schauer (7 spp.)
      4. Pericalymma (Engl.) Endl. (4 spp.)
      5. Agonis (DC.) Sweet (5 spp.)
      6. Taxandria (Benth.) J.R.Wheeler & N.G.Marchant (11 spp.)
      7. Neofabricia Joy Thomps. (3 spp.)
      8. Leptospermum J.R.Forst. & G.Forst. (87 spp.)

    3. Tribus Chamelaucieae DC.
      1. Subtribus Stenostegiinae Rye & Peter G. Wilson
        1. Stenostegia A. R. Bean (1 sp.)

      2. Subtribus Rinziinae Rye & Peter G. Wilson
        1. Rinzia Schauer (20 spp.)
        2. Enekbatus Trudgen & Rye (10 spp.)

      3. Subtribus Ochrospermatinae Rye & Peter G. Wilson
        1. Ochrosperma Trudgen (6 spp.)

      4. Subtribus neopisan
        1. Triplarina Raf. (7 spp.)
        2. Astus Trudgen & Rye (4 spp.)

      5. Subtribus Thryptomeninae Benth. & Hook. f.
        1. Aluta Rye & Trudgen (5 spp.)
        2. Thryptomene Endl. (48 spp.)

      6. Subtribus Calytricinae Benth.
        1. Homalocalyx F. Muell. (11 spp.)
        2. Calytrix Labill. (91 spp.)

      7. Subtribus Micromyrtinae Rye & Peter G.Wilson
        1. Micromyrtus Benth. (51 spp.)

      8. Subtribus Chamelauciinae Rye & Peter G.Wilson
        1. Pileanthus Labill. (8 spp.)
        2. Chamelaucium Desf. (21 spp.)
        3. Homoranthus A.Cunn. ex Schauer (32 spp.)
        4. Verticordia DC. (102 spp.)
        5. Actinodium Schauer ex Schltdl. (1 sp.)
        6. Darwinia Rudge (53 spp.)

      9. Subtribus neopisan
        1. Euryomyrtus Schauer (7 spp.)

      10. Subtribus Astarteinae Rye & Peter G.Wilson
        1. Seorsus Rye & Trudgen (4 spp.)
        2. Astartea DC. (19 spp.)
        3. Cyathostemon Turcz. (7 spp.)
        4. Hypocalymma (Endl.) Endl. (28 spp.)

      11. Subtribus Baeckeinae Benth.
        1. Balaustion Hook. (18 spp.)
        2. Cheyniana Rye (2 spp.)
        3. Kardomia Peter G. Wilson (6 spp.)
        4. Sannantha Peter G. Wilson (16 spp.)
        5. Ericomyrtus Turcz. (4 spp.)
        6. Baeckea L. (24 spp.)
        7. Austrobaeckea Rye (8 spp.)
        8. Oxymyrrhine Schauer (4 spp.)
        9. Hysterobaeckea (Nied.) Rye (11 spp.)
        10. Malleostemon J. W. Green (14 spp.)
        11. Harmogia Schauer (1 sp.)
        12. Scholtzia Schauer (38 spp.)
        13. Babingtonia Lindl. (12 spp.)
        14. Anticoryne Turcz. (2 spp.)

    4. Tribus Backhousieae Peter G. Wilson
      1. Backhousia Hook. & Harv. (13 spp.)

    5. Tribus Syncarpieae Peter G. Wilson
      1. Syncarpia Ten. (3 spp.)

    6. Tribus Lindsayomyrteae Peter G.Wilson
      1. Lindsayomyrtus B. Hyland & Steenis (1 sp.)

    7. Tribus Melaleuceae Burnett
      1. Callistemon R. Br. (46 spp.)
      2. Melaleuca L. (354 spp.)

    8. Tribus Osbornieae Peter G.Wilson
      1. Osbornia F. Muell. (1 sp.)

    9. Tribus Lophostemoneae Peter G.Wilson
      1. Kjellbergiodendron Burret (1 sp.)
      2. Whiteodendron Steenis (1 sp.)
      3. Lophostemon Schott (4 spp.)
      4. Welchiodendron Paul G.Wilson & J.T.Waterh. (1 sp.)

    10. Tribus Xanthostemoneae Peter G. Wilson
      1. Purpureostemon Gugerli (1 sp.)
      2. Pleurocalyptus Brongn. & Gris (2 spp.)
      3. Xanthostemon F. Muell. (45 spp.)

    11. Tribus Metrosidereae Peter G. Wilson
      1. Tepualia Griseb. (1 sp.)
      2. Metrosideros Banks ex Gaertn. (57 spp.)

    12. Tribus Kanieae Engl.
      1. Kania Schltr. (6 spp.)

    13. Tribus Cloezieae Peter G. Wilson
      1. Cloezia Brongn. & Gris (5 spp.)

    14. Tribus Xanthomyrteae Peter G. Wilson
      1. Xanthomyrtus Diels (24 spp.)

    15. Tribus Tristanieae Peter G. Wilson
      1. Tristania R. Br. (1 sp.)
      2. Thaleropia Peter G. Wilson (3 spp.)

    16. Tribus Tristaniopsideae Peter G.Wilson
      1. Lysicarpus F. Muell. (1 sp.)
      2. Tristaniopsis Brongn. & Gris (44 spp.)
      3. Barongia Peter G.Wilson & B.Hyland (1 sp.)
      4. Mitrantia Peter G.Wilson & B.Hyland (1 sp.)
      5. Ristantia Paul G.Wilson & J.T.Waterh. (3 spp.)
      6. Sphaerantia Peter G.Wilson & B.Hyland (2 spp.)
      7. Basisperma C.T.White (1 sp.)

    17. Tribus Syzygieae Peter G.Wilson
      1. Syzygium Gaertn. (1257 spp.)

    18. Tribus Myrteae DC.
      1. Subtribus neopisan
        1. Archirhodomyrtus (Nied.) Burret (5 spp.)

      2. Subtribus Decasperminae E. Lucas & T. Vasc.
        1. Myrtella F. Muell. (2 spp.)
        2. Lithomyrtus F. Muell. (11 spp.)
        3. Austromyrtus (Nied.) Burret (5 spp.)
        4. Uromyrtus Burret (22 spp.)
        5. Rhodamnia Jack (40 spp.)
        6. Gossia N. Snow & Guymer (47 spp.)
        7. Pilidiostigma Burret (6 spp.)
        8. Decaspermum J.R.Forst. & G.Forst. (34 spp.)
        9. Kanakomyrtus N. Snow (6 spp.)
        10. Octamyrtus Diels (5 spp.)
        11. Rhodomyrtus (DC.) Rchb. (22 spp.)

      3. Subtribus neopisan
        1. Myrtastrum Burret (1 sp.)

      4. Subtribus Myrtinae Nied.
        1. Accara Landrum (1 sp.)
        2. Calycolpus O. Berg (16 spp.)
        3. Chamguava Landrum (3 spp.)
        4. Myrtus L. (2 spp.)

      5. Subtribus Ugninae E. Lucas & T. Vasc.
        1. Ugni Turcz. (4 spp.)
        2. Myrteola O. Berg (3 spp.)

      6. Subtribus neopisan
        1. Amomyrtus (Burret) D. Legrand & Kausel (2 spp.)
        2. Lenwebbia N. Snow & Guymer (2 spp.)
        3. Lophomyrtus Burret (2 spp.)
        4. Neomyrtus Burret (1 sp.)

      7. Subtribus Luminae E. Lucas & T. Vasc.
        1. Myrceugenia O. Berg (46 spp.)
        2. Luma A. Gray (2 spp.)
        3. Nothomyrcia Kausel (1 sp.)

      8. Subtribus Pimentinae O. Berg
        1. Amomyrtella Kausel (2 spp.)
        2. Legrandia Kausel (1 sp.)
        3. Mosiera Small (33 spp.)
        4. Pimenta Lindl. (21 spp.)
        5. Curitiba Salywon & Landrum (1 sp.)
        6. Feijoa O. Berg (1 sp.)
        7. Acca O. Berg (2 spp.)
        8. Psidium L. (117 spp.)
        9. Campomanesia Ruiz & Pav. (42 spp.)
        10. Myrrhinium Schott (1 sp.)

      9. Subtribus Eugeniinae O. Berg.
        1. Myrcianthes O. Berg (40 spp.)
        2. Eugenia L. (1262 spp.)
        3. Calycorectes O. Berg (29 spp.)
        4. Calyptrogenia Burret (2 spp.)
        5. Stereocaryum Burret (2 spp.)
        6. Pseudanamomis Kausel (1 sp.)

      10. Subtribus Blepharocalycinae E. Lucas & T. Vasc.
        1. Blepharocalyx O. Berg (4 spp.)

      11. Subtribus Pliniinae E. Lucas & T. Vasc.
        1. Plinia Plum. ex L. (80 spp.)
        2. Myrciaria O. Berg (34 spp.)
        3. Neomitranthes D. Legrand (15 spp.)
        4. Siphoneugena O. Berg (12 spp.)

      12. Subtribus Myrciinae O. Berg
        1. Algrizea Proença & NicLugh. (2 spp.)
        2. Myrcia DC. ex Guill. (864 spp.)
        3. Marlierea auct. (14 spp.)
        4. Calyptranthes Sw. (28 spp.)

## Vanjske poveznice
|  | Zajednički poslužitelj ima još gradiva o temi Myrtaceae |
|  | Wikivrste imaju podatke o taksonu Myrtaceae             |